# Seilbahn Jenesien

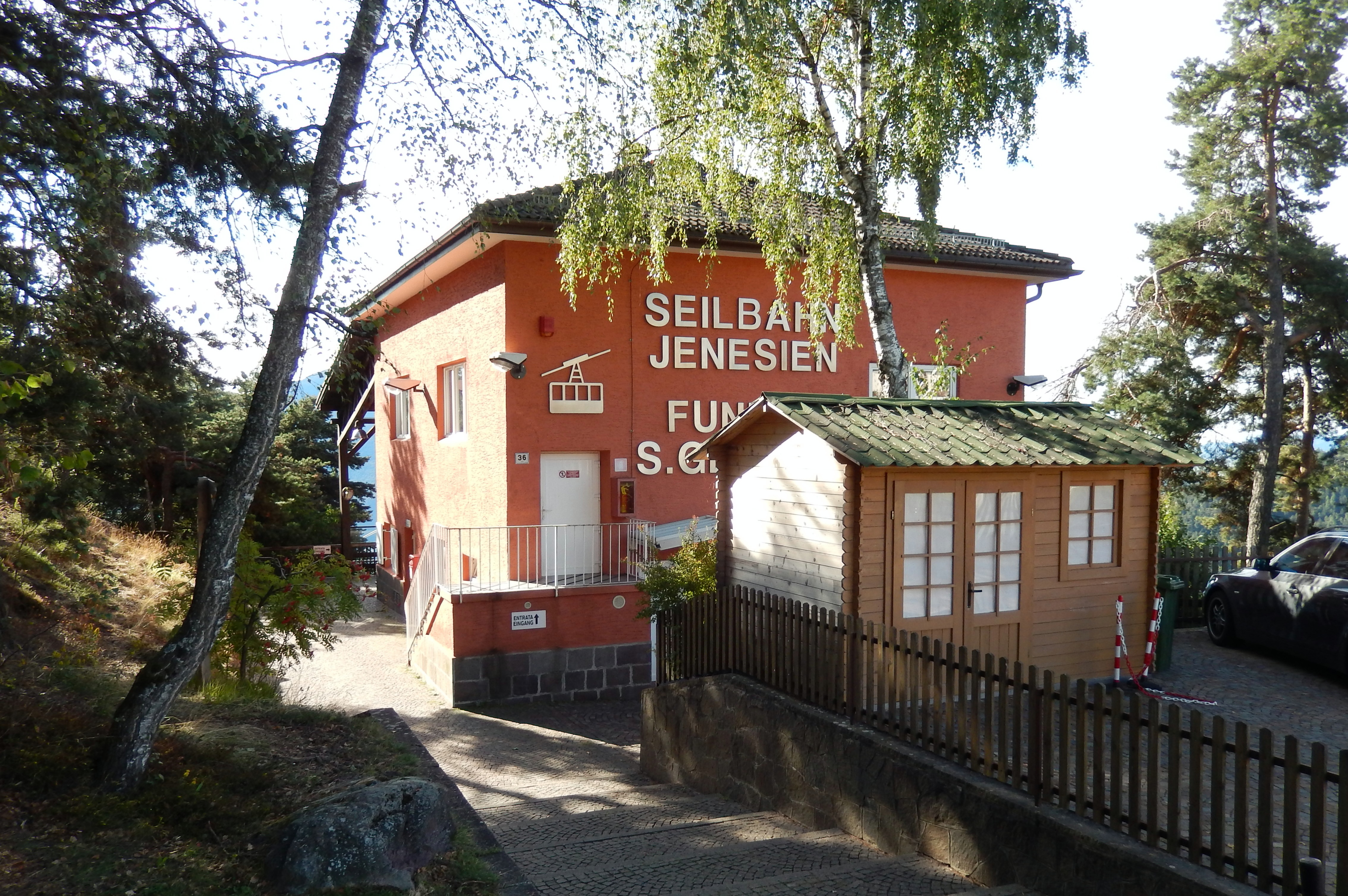
Bergstation

Die Seilbahn Jenesien (italienisch Funivia di San Genesio) war eine Luftseilbahn, die die Südtiroler Landeshauptstadt Bozen mit dem auf dem Tschögglberg gelegenen Jenesien verband. Sie war Teil des Verkehrsverbunds Südtirol und wurde von der SAD Nahverkehr AG betrieben. 

## Technisches

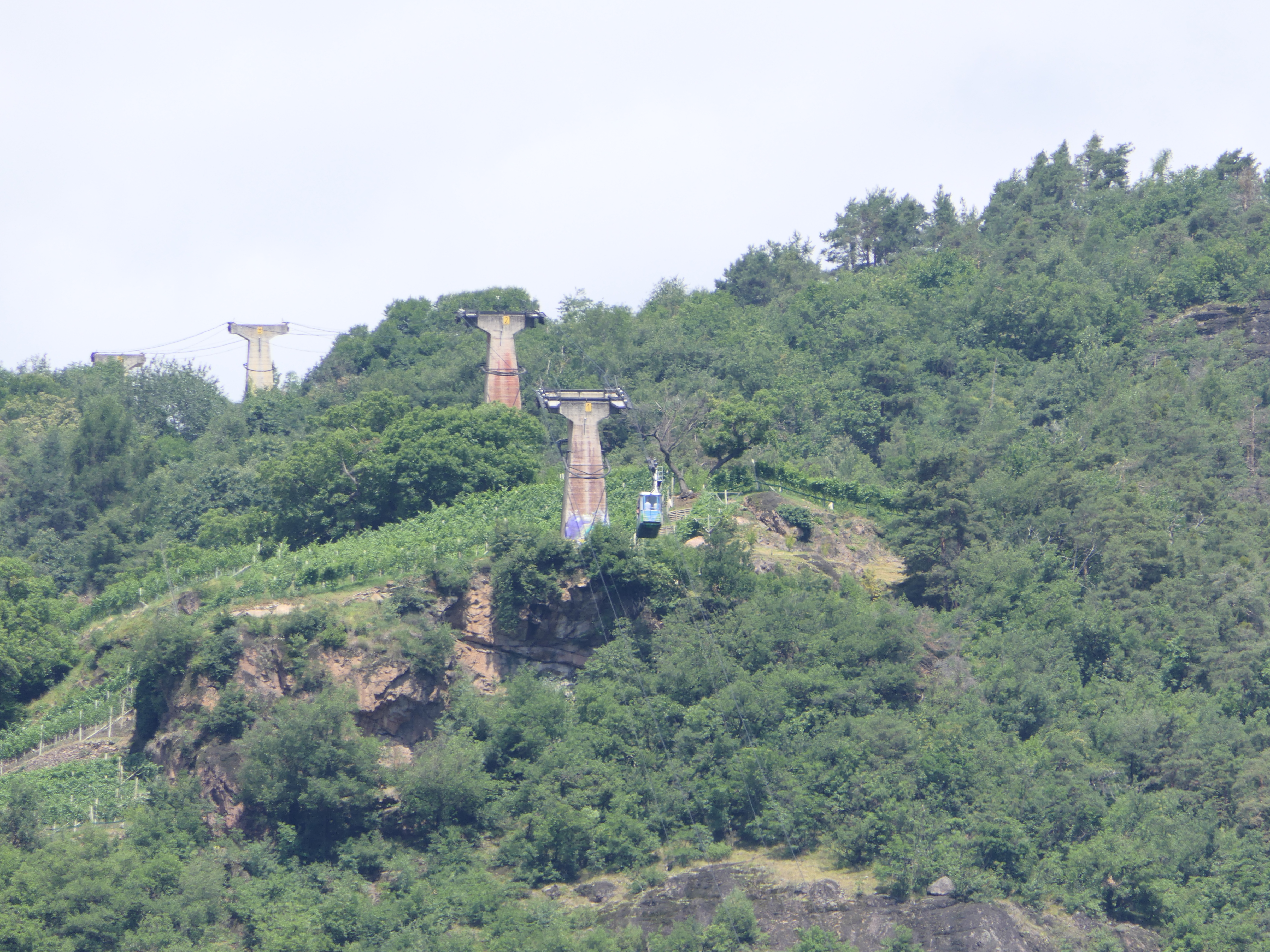
Seilbahnstützen und Kabine

Die Trasse führte von der 306 m s.l.m. gelegenen Talstation an der Sarntalstraße am Stadtrand von Bozen über sieben Seilbahnstützen aus Stahlbeton zur Bergstation auf 1047 m Höhe bei Jenesien. Die Bergstation, in deren Nähe sich das Schwimmbad und der Tennisclub von Jenesien befinden, lag etwa 50 Höhenmeter und etwa einen halben Kilometer vom Dorfzentrum entfernt. Die Fahrt, die einen Höhenunterschied von 741 m überwindet, bot weite Ausblicke auf den Bozner Talkessel, den gegenüberliegenden Ritten und die westlichen Dolomiten.
Die Seilbahn hatte eine schräge Länge von 2488 m bei einer horizontalen Länge von 2355 m. Die beiden Tragseile waren in der Bergstation verankert und wurden in der Talstation von 30 t schweren Gewichten gespannt. Der Antrieb befand sich in der Bergstation. Die beiden Kabinen für je 21 Personen fuhren mit einer Geschwindigkeit von maximal 5,5 m/s (20 km/h).

## Geschichte
Die Pendelbahn wurde von Luis Zuegg nach dem System Bleichert/Zuegg gebaut und am 4. Mai 1937 eröffnet. 1966 erfolgte eine Modernisierung nach Plänen von Ing. Hubert Zuegg. 1982 sowie im Juli 2000 besorgte die Firma Hölzl Seilbahnbau größere Wartungsarbeiten. 
Am 24. November 2020 wurde der Betrieb vorerst eingestellt. Auf der bestehenden Trasse ist eine komplette Neuerrichtung der Seilbahn vorgesehen, die über eine höhere Kapazität, eine dichtere Taktfrequenz und eine höhere Fahrgeschwindigkeit verfügen soll.

## Verkehrsanbindung
An der Talstation besteht Anschluss an die Buslinie 12 der lokalen Busgesellschaft SASA sowie an die Sightseeing-Buslinie BoBus.
Koordinaten: 46° 30′ 51,6″ N, 11° 21′ 8,7″ O